# Ifianissa
Na mitologia Grega, Ifianissa (em grego clássico: Ἰφιάνασσα), uma figura secundária, era uma das filhas de Agamémnon, rei de Micenas, senhor dos Aqueus, e de Clitemnestra de Esparta. Era irmã de Ifigénia, Electra, Orestes e Crisótemo.